# Caloptilia
Caloptilia är ett släkte av fjärilar som beskrevs av Jacob Hübner 1825. Caloptilia ingår i familjen styltmalar.

## Dottertaxa tillCaloptilia, i alfabetisk ordning[1][2]
- Caloptilia acericola
- Caloptilia acericolella
- Caloptilia aceriella
- Caloptilia acerifoliella
- Caloptilia aceris
- Caloptilia acerivorella
- Caloptilia acinata
- Caloptilia acrotherma
- Caloptilia adelosema
- Caloptilia aeneocapitella
- Caloptilia aeolastis
- Caloptilia aeolocentra
- Caloptilia aeolospila
- Caloptilia agrifoliella
- Caloptilia albospersa
- Caloptilia alchimiella
- Caloptilia alni
- Caloptilia alnicolella
- Caloptilia alnivorella
- Caloptilia alpherakiella
- Caloptilia amphidelta
- Caloptilia anthobaphes
- Caloptilia argalea
- Caloptilia ariana
- Caloptilia asplenifoliatella
- Caloptilia atomosella
- Caloptilia auchetidella
- Caloptilia aurantiaca
- Caloptilia aurifasciata
- Caloptilia aurita
- Caloptilia aurora
- Caloptilia auspex
- Caloptilia azaleella
- Caloptilia baringi
- Caloptilia behrensella
- Caloptilia belfragella
- Caloptilia betulicola
- Caloptilia betulivora
- Caloptilia bimaculata
- Caloptilia bimaculatella
- Caloptilia bipunctata
- Caloptilia bistrigella
- Caloptilia blandella
- Caloptilia braccatella
- Caloptilia bryonoma
- Caloptilia burgessiella
- Caloptilia burserella
- Caloptilia callicarpae
- Caloptilia callichora
- Caloptilia callicirrha
- Caloptilia camaronae
- Caloptilia camphorae
- Caloptilia canadensisella
- Caloptilia cataractias
- Caloptilia cecidophora
- Caloptilia celtidis
- Caloptilia celtina
- Caloptilia chalcodelta
- Caloptilia chalcoptera
- Caloptilia chlorella
- Caloptilia chloroptila
- Caloptilia chrysitis
- Caloptilia chrysochoa
- Caloptilia chrysolampra
- Caloptilia chrysoplaca
- Caloptilia cirrhopis
- Caloptilia citrochrysa
- Caloptilia clastopetra
- Caloptilia columbaepennella
- Caloptilia cornusella
- Caloptilia coroniella
- Caloptilia corrugata
- Caloptilia coruscans
- Caloptilia crasiphila
- Caloptilia crinotibialis
- Caloptilia crocostola
- Caloptilia cruzorum
- Caloptilia cryphia
- Caloptilia cuculipennella
- Caloptilia cyanoxantha
- Caloptilia dactylifera
- Caloptilia deltanthes
- Caloptilia deltosticta
- Caloptilia dentata
- Caloptilia dicamica
- Caloptilia dicksoni
- Caloptilia diversilobiella
- Caloptilia dogmatica
- Caloptilia dondavisi
- Caloptilia dubatolovi
- Caloptilia ecphanes
- Caloptilia elaeas
- Caloptilia elongella, alstyltmal
- Caloptilia emas
- Caloptilia eolampis
- Caloptilia etiolata
- Caloptilia euglypta
- Caloptilia euhelia
- Caloptilia eurycnema
- Caloptilia eurycryptis
- Caloptilia euryptera
- Caloptilia eurythiota
- Caloptilia euxesta
- Caloptilia falconipennella, falkstyltmal
- Caloptilia fera
- Caloptilia ferruginella
- Caloptilia fidella, Humlestyltmal
- Caloptilia flava
- Caloptilia flavella
- Caloptilia flavida
- Caloptilia flavimaculella
- Caloptilia fraxinella
- Caloptilia fribergensis
- Caloptilia galacotra
- Caloptilia garcinicola
- Caloptilia geminata
- Caloptilia gladiatrix
- Caloptilia gloriosa
- Caloptilia glutinella
- Caloptilia glyphidopis
- Caloptilia hamulifera
- Caloptilia hemiconis
- Caloptilia hemidactylella
- Caloptilia hercoscelis
- Caloptilia heringi
- Caloptilia heterocosma
- Caloptilia hexameris
- Caloptilia hidakensis
- Caloptilia hilaropis
- Caloptilia honoratella
- Caloptilia hypericella
- Caloptilia hypodroma
- Caloptilia illicii
- Caloptilia immuricata
- Caloptilia infaceta
- Caloptilia ingrata
- Caloptilia insidia
- Caloptilia insolita
- Caloptilia invariabilis
- Caloptilia iophanes
- Caloptilia iorphna
- Caloptilia iridophanes
- Caloptilia ischiastris
- Caloptilia iselaea
- Caloptilia isochrysa
- Caloptilia isotoma
- Caloptilia issikii
- Caloptilia janeae
- Caloptilia jasminicola
- Caloptilia jelita
- Caloptilia juglandiella
- Caloptilia jurateae
- Caloptilia kadsurae
- Caloptilia kisoensis
- Caloptilia koelreutericola
- Caloptilia korbiella
- Caloptilia kurokoi
- Caloptilia laurifoliae
- Caloptilia leptophanes
- Caloptilia leptospila
- Caloptilia leucapennella
- Caloptilia leucolitha
- Caloptilia leucothoës
- Caloptilia linearis
- Caloptilia liparoxantha
- Caloptilia loxocentra
- Caloptilia mabaella
- Caloptilia macranthes
- Caloptilia macropleura
- Caloptilia magnifica
- Caloptilia magnoliae
- Caloptilia mandschurica
- Caloptilia mastopis
- Caloptilia matsumurai
- Caloptilia maynei
- Caloptilia megalaurata
- Caloptilia megalotis
- Caloptilia melanocarpae
- Caloptilia metadoxa
- Caloptilia meyricki
- Caloptilia minimella
- Caloptilia modica
- Caloptilia monticola
- Caloptilia murtfeldtella
- Caloptilia mutilata
- Caloptilia negundella
- Caloptilia nobilella
- Caloptilia nomurai
- Caloptilia nondeterminata
- Caloptilia obliquatella
- Caloptilia obscuripennella
- Caloptilia octopunctata
- Caloptilia oenopella
- Caloptilia onustella
- Caloptilia oriarcha
- Caloptilia orientalis
- Caloptilia ostracodes
- Caloptilia ostryaeella
- Caloptilia ovatiella
- Caloptilia oxydelta
- Caloptilia pachyspila
- Caloptilia packardella
- Caloptilia palaearcha
- Caloptilia pallescens
- Caloptilia palustriella
- Caloptilia panchrista
- Caloptilia paradoxum
- Caloptilia parasticta
- Caloptilia pastranai
- Caloptilia pedina
- Caloptilia pekinensis
- Caloptilia peltophanes
- Caloptilia pentaphylactis
- Caloptilia pentaplaca
- Caloptilia perisphena
- Caloptilia perixesta
- Caloptilia perseae
- Caloptilia phalaropa
- Caloptilia phiaropis
- Caloptilia plagata
- Caloptilia plagiotoma
- Caloptilia platycosma
- Caloptilia pneumatica
- Caloptilia poecilostola
- Caloptilia populetorum
- Caloptilia populiella
- Caloptilia porphyracma
- Caloptilia porphyranthes
- Caloptilia porphyretica
- Caloptilia prismatica
- Caloptilia prosticta
- Caloptilia protiella
- Caloptilia pseudoaurita
- Caloptilia pterostoma
- Caloptilia ptychospora
- Caloptilia pulchella
- Caloptilia pulverea
- Caloptilia pyrrhaspis
- Caloptilia pyrrhochroma
- Caloptilia quadripunctata
- Caloptilia querci
- Caloptilia quercinigrella
- Caloptilia recitata
- Caloptilia reticulata
- Caloptilia rhodinella
- Caloptilia rhodorella
- Caloptilia rhoifoliella
- Caloptilia rhois
- Caloptilia rhusina
- Caloptilia ribesella
- Caloptilia rjabovi
- Caloptilia robustella
- Caloptilia roscipennella
- Caloptilia rufipennella
- Caloptilia ryukyuensis
- Caloptilia saccisquamata
- Caloptilia sachalinella
- Caloptilia sanguinella
- Caloptilia sapiivora
- Caloptilia sapina
- Caloptilia sapporella
- Caloptilia sassafrasella
- Caloptilia sassafrasicola
- Caloptilia sauzalitoeella
- Caloptilia scaenica
- Caloptilia scaeodesma
- Caloptilia scansoria
- Caloptilia schisandrae
- Caloptilia scutellariella
- Caloptilia scutigera
- Caloptilia sebastianiella
- Caloptilia selenitis
- Caloptilia selimpat
- Caloptilia semiclausa
- Caloptilia semifascia
- Caloptilia semifasciella
- Caloptilia semnophanes
- Caloptilia serotinella
- Caloptilia sichuanensis
- Caloptilia similatella
- Caloptilia soyella
- Caloptilia speciosella
- Caloptilia sphenocrossa
- Caloptilia spinulosa
- Caloptilia staintoni
- Caloptilia stictocrossa
- Caloptilia stigmatella
- Caloptilia striata
- Caloptilia strictella
- Caloptilia striolata
- Caloptilia suberinella
- Caloptilia superbifrontella
- Caloptilia sychnospila
- Caloptilia syngenica
- Caloptilia syrphetias
- Caloptilia tangkai
- Caloptilia teleodelta
- Caloptilia teucra
- Caloptilia theivora
- Caloptilia thiophylla
- Caloptilia thiosema
- Caloptilia thymophanes
- Caloptilia tirantella
- Caloptilia titanitis
- Caloptilia tmetica
- Caloptilia tricolor
- Caloptilia trimaculiformis
- Caloptilia trissochroa
- Caloptilia ulmi
- Caloptilia umbratella
- Caloptilia vacciniella
- Caloptilia wakayamensis
- Caloptilia variegata
- Caloptilia verecunda
- Caloptilia vibrans
- Caloptilia vicinola
- Caloptilia violacella
- Caloptilia viridula
- Caloptilia xanthocephala
- Caloptilia xanthochiria
- Caloptilia xanthopharella
- Caloptilia xylophanes
- Caloptilia xystophanes
- Caloptilia yasudai
- Caloptilia zachrysa
- Caloptilia zonotarsa

## Bildgalleri

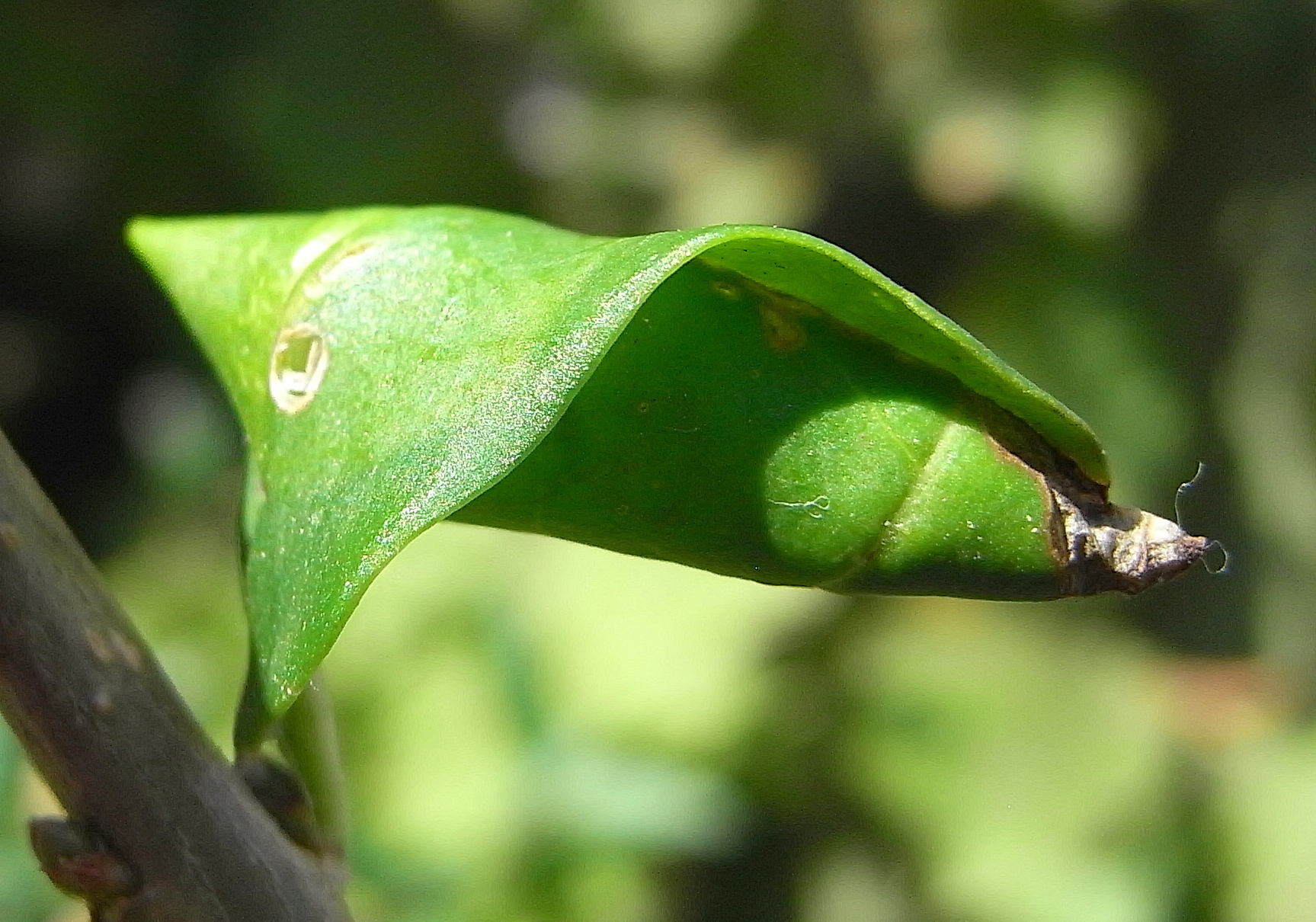
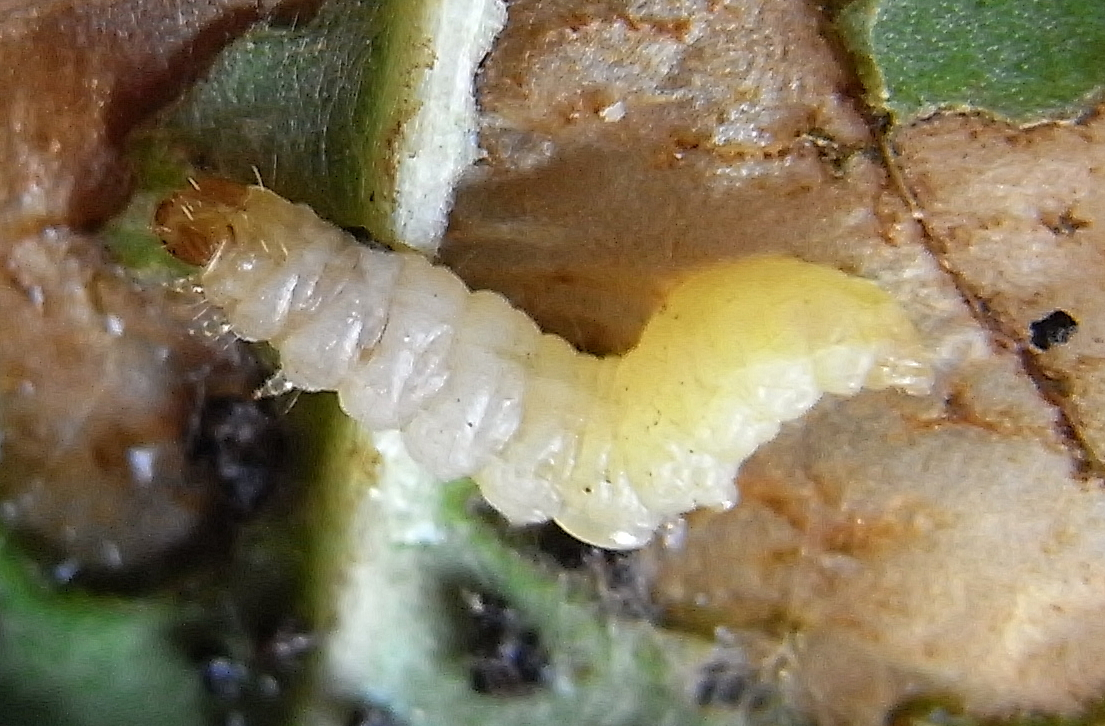